# Gernot Friedel
Gernot Friedel (* 26. Februar 1941  in Klagenfurt am Wörthersee) ist ein österreichischer Theater- und Fernsehregisseur.

## Leben
Gernot Friedel wuchs in Innsbruck auf und studierte am Salzburger Mozarteum und am Max Reinhardt Seminar in Wien. Anschließend war er als Regieassistent am Wiener Burgtheater und bei den Salzburger Festspielen tätig. Seine erste eigene Inszenierung war Die Zimmerschlacht von Martin Walser mit Susi Nicoletti und Curd Jürgens in Wien. Es folgten unter anderem Inszenierungen von Der Alpenkönig und der Menschenfeind in Wien, Einen Jux will er sich machen in Zürich, Richter in eigener Sache in Berlin und Medea in Bremen.
Von 1974 bis 1984 war er Regieassistent von Ernst Haeusserman, 1984 übernahm er als dessen Nachfolger bei den Salzburger Festspielen die Regie im Jedermann. 1990 inszenierte er das Stück mit Helmut Lohner in der Titelrolle erstmals neu, 1995 nahm er eine weitere Neuinszenierung mit Gert Voss in der Titelrolle vor. Bis 2001 zeichnete er für über 100 Vorstellungen des Jedermann bei den Salzburger Festspielen verantwortlich.
Am Theater in der Josefstadt und den Wiener Kammerspielen inszenierte er unter anderem den Bockerer, die Sonny Boys von Neil Simon und Othello darf nicht platzen, an der Wiener Volksoper Dantons Tod. Bei den Seefestspielen Mörbisch führte er 2003 bei der Lehár-Operette Giuditta Regie.

## Auszeichnungen
- 1984: Kulturpreis der Eduard-Rhein-Stiftung gemeinsam mit Martin Gregor-Dellin für Ich bin wie Othello[2]
- 1991: Erich-Neuberg-Preis für Das Ende einen langen Winters
- 2001: Goldenes Ehrenzeichen des Landes Salzburg[1]

## Publikationen
- 2003: Egon Friedell – Abschiedsspielereien. Romanbiographie. Molden, Wien 2003, ISBN 978-3-85485-093-9
- 2015: Herr Specht oder Die Legende von der Entstehung der Karnischen Alpen, mit Illustrationen von Herwig Zens, Mandelbaum-Verlag, Wien 2015, ISBN  978-3-85476-484-7

## Filmografie (Auswahl)
- 1979: Die Bräute des Kurt Roidl (Fernsehfilm)
- 1979: Kleine Gaben (Fernsehfilm)
- 1981: Die sieben Todsünden und Totentanz (Fernsehfilm)
- 1982: Ich bin wie Othello (Fernsehfilm)
- 1983: Auf der Suche nach Pythagoras
- 1983: Bis aufs Blut (Fernsehfilm)
- 1985: Tatort: Fahrerflucht
- 1988: Die Mohrenlegende
- 1989: Mozart und da Ponte
- 1989: Singen kann der Mensch auf unzählige Arten (Fernsehfilm)
- 1990: Das Ende eines langen Winters
- 1991: Am dreizehnten Tag / Der 13. Tag (Fernsehfilm)
- 1991: Verkaufte Heimat – Die Feuernacht (Fernsehfilm)
- 1994: Verkaufte Heimat – Komplott (Fernsehfilm)
- 1995: Hotel Savoy
- 1996: Spitzenleistung (Fernsehfilm)
- 1998: Alle für die Mafia
- 1999: Herbert von Karajan 1908–1989 (Dokumentation)
- 1999: Sonny Boys (Fernsehfilm)
- 2002: Im Fluß der Jahreszeiten (Fernsehfilm)
- 2002: Othello darf nicht platzen (Fernsehfilm)